# Улица Пальяссааре
У́лица Па́льяссааре, также Па́льяссааре-те́э  и  Па́льяссааре те́э (эст. Paljassaare tee) — улица в Таллине, столице Эстонии. 

## География
Пролегает в микрорайонах Карьямаа и Пальяссааре городского района Пыхья-Таллинн, большей частью на полуострове Пальяссааре. Начинается от перекрёстка улиц Тёэстузе и Ситси, проходит рядом с грузовыми портами, недалеко от пляжа Пальяссааре (Пикакари) раздваивается. Справа улица заканчивается тупиком возле маяка Катарийна. Отрезок улицы, поворачивающий налево, не имеет твёрдого покрытия; он идёт к Плавневой смотровой башне птичьего заказника Пальяссааре, поворачивает направо к Белой смотровой башне и заканчивается тупиком на оконечности полуострова Пальяссааре. 
Протяжённость улицы — 4071 м.

## История
Своё название улица получила в 1938 году, и оно связано с названием одноимённого полуострова.

## Застройка
Застройка улицы включает в себя, в основном, промышленные, портовые и офисные здания, склады, мастерские и котельные. Сохранилось несколько одно- и двухэтажных деревянных жилых домов (в частности, дом 43 и дом 79), построенных в 1946 году.

## Предприятия и организации
- Paljassaare tee 14A — грузовой порт Лахесуу, оператор — акционерное общество Lahesuu Sadama AS[7];
- Paljassaare tee 28 — порт Пальяссааре, оператор — общество с ограниченной ответственностью Hundipea OÜ[8];
- Paljassaare tee 30 — рыбоперерабатывающее предприятие Paljassaare Kalatööstus AS, дочернее предприятие компании Vičiūnai Group[9];
- Paljassaare tee 36 — Морская школа Ревали[эст.], частное учебное заведение, основным видом деятельности которого является повышение квалификации в области безопасности морского судоходства[10];
- Paljassaare tee 85 — приют для домашних животных недоходного общества Varjupaikade MTÜ[11].

## Общественный транспорт
По улице проходят маршруты городских автобусов № 26, 26А и 59.

Улица Пальяссааре
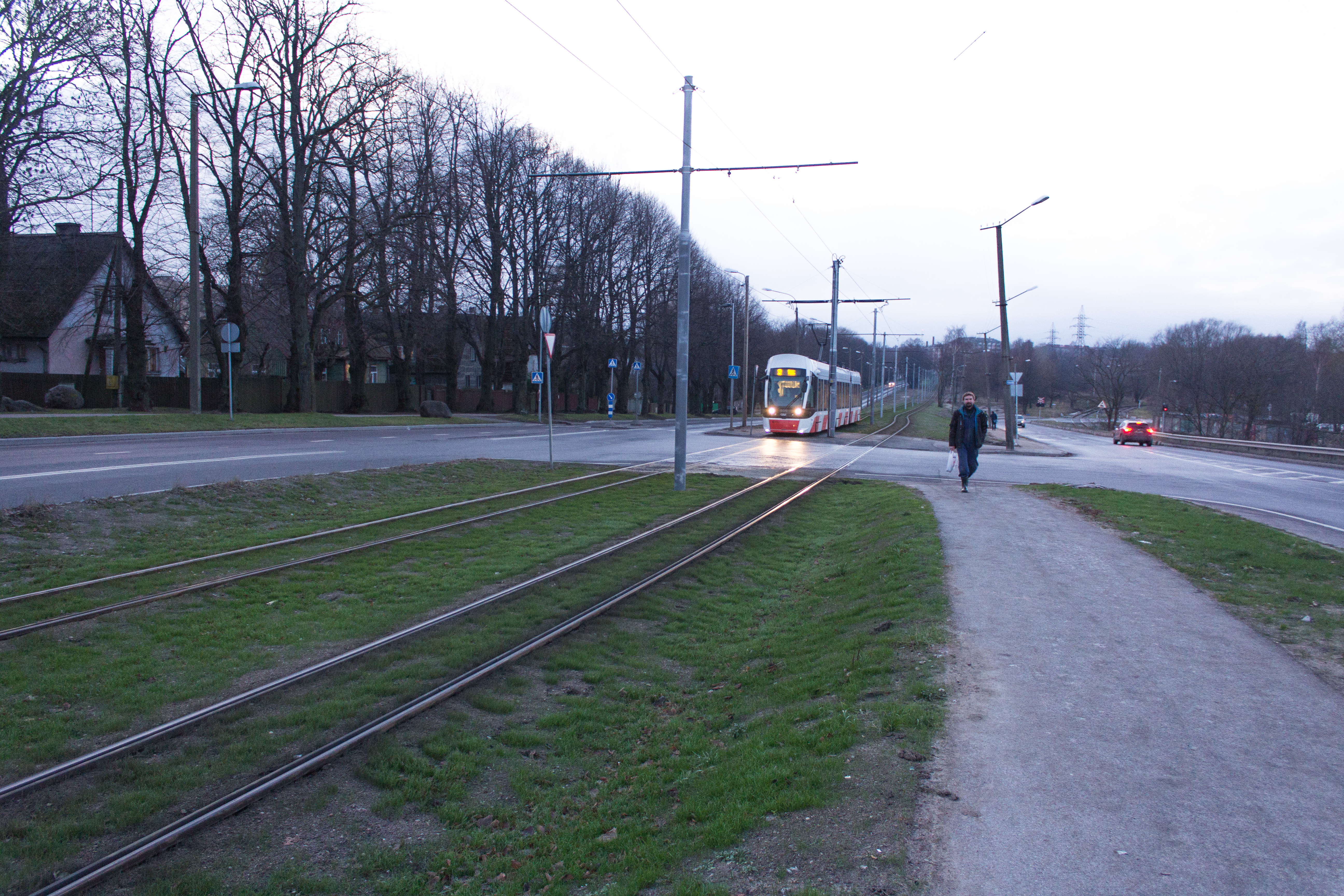
Начальный отрезок улицы (справа)
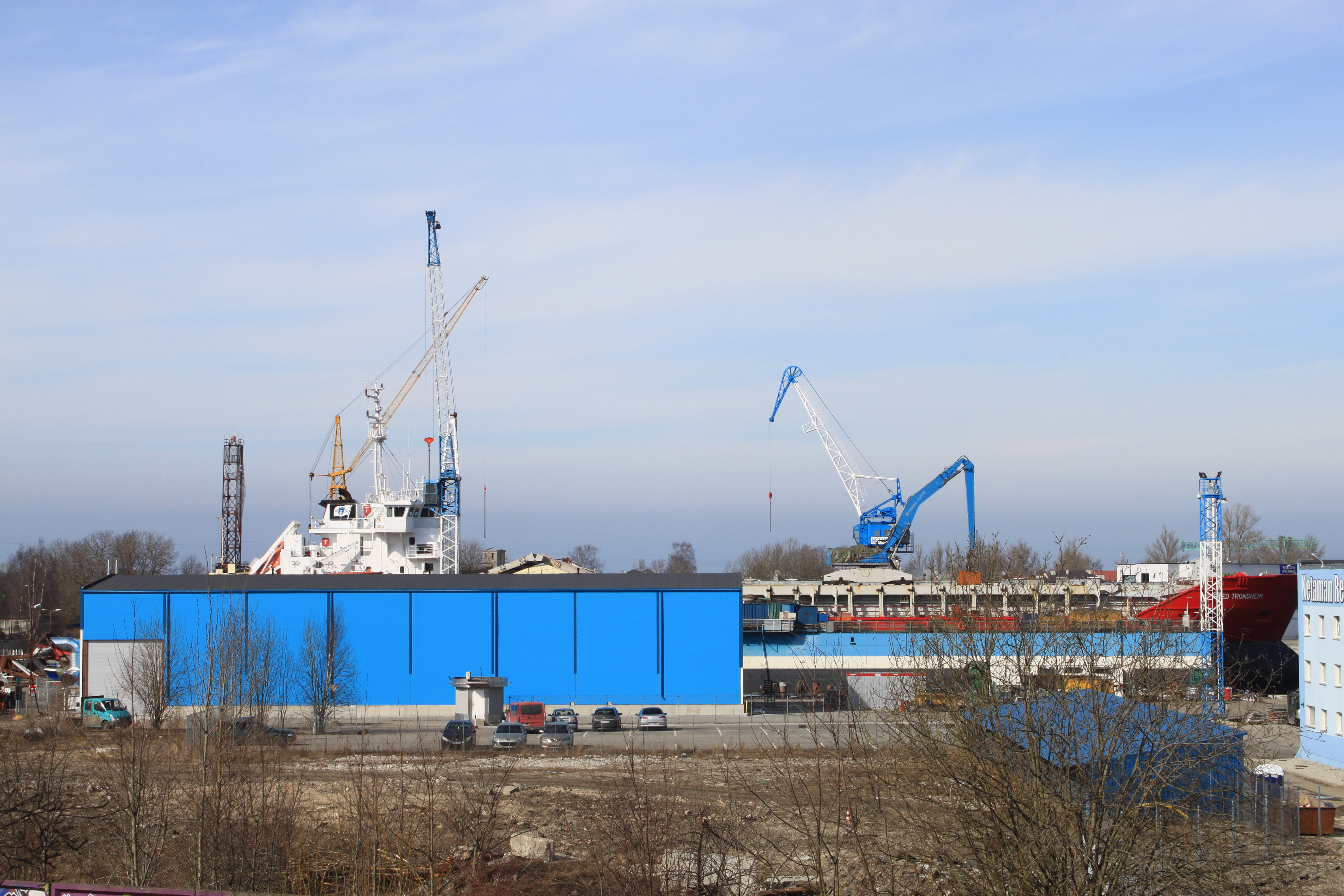
Вид с улицы на порт Пальяссааре
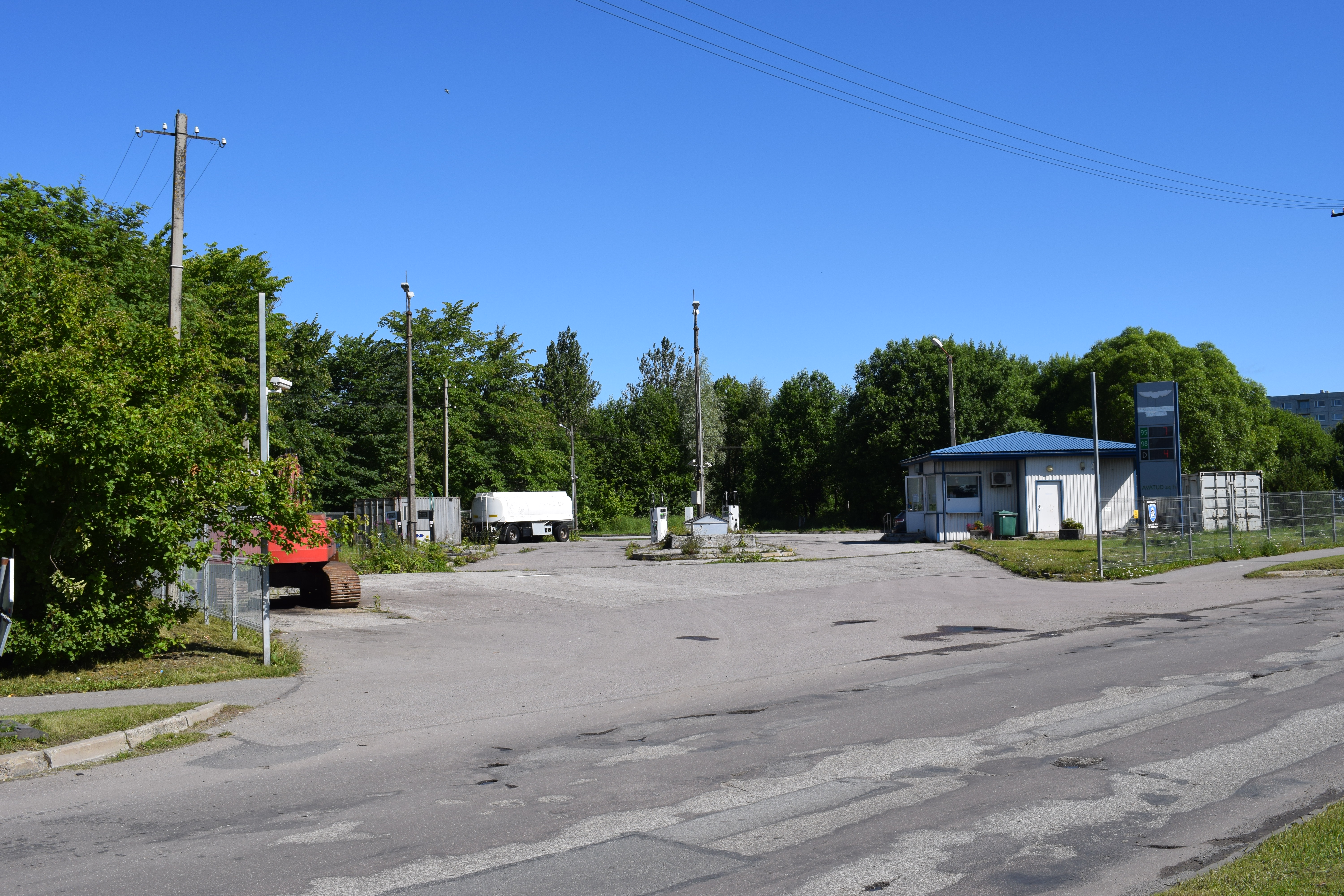
Автозаправка на улице
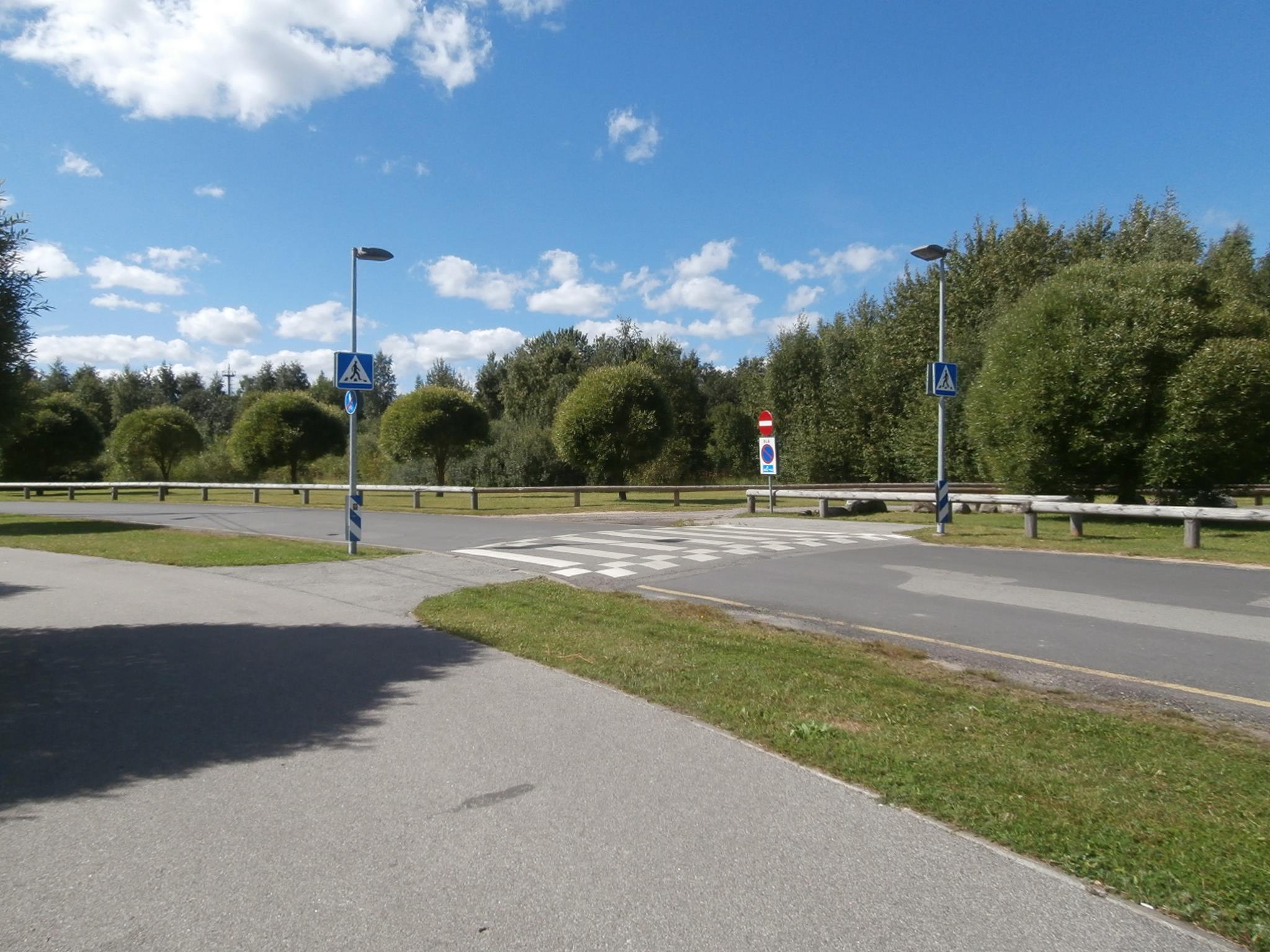
Пешеходный переход
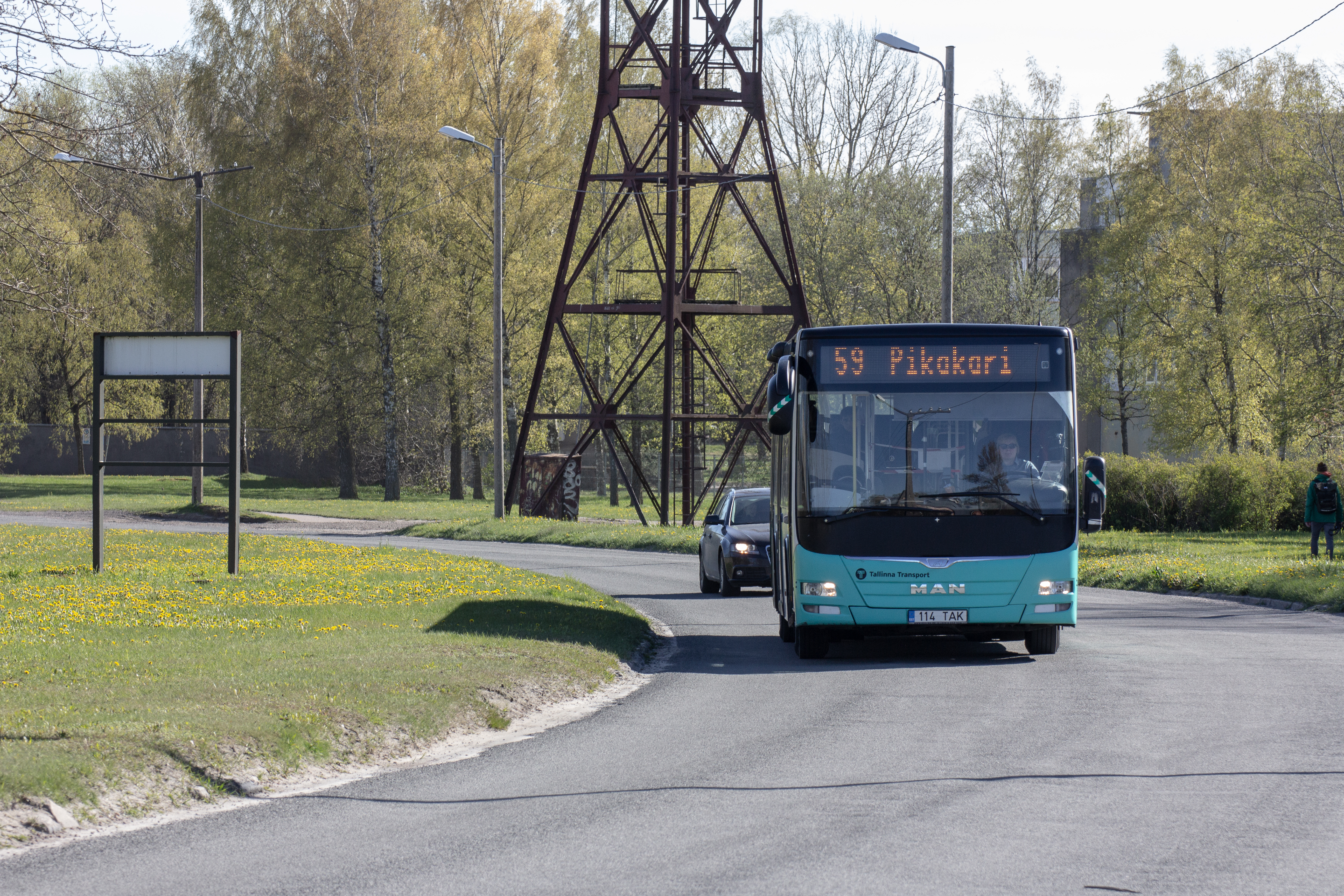
Автобус 59 на маршруте
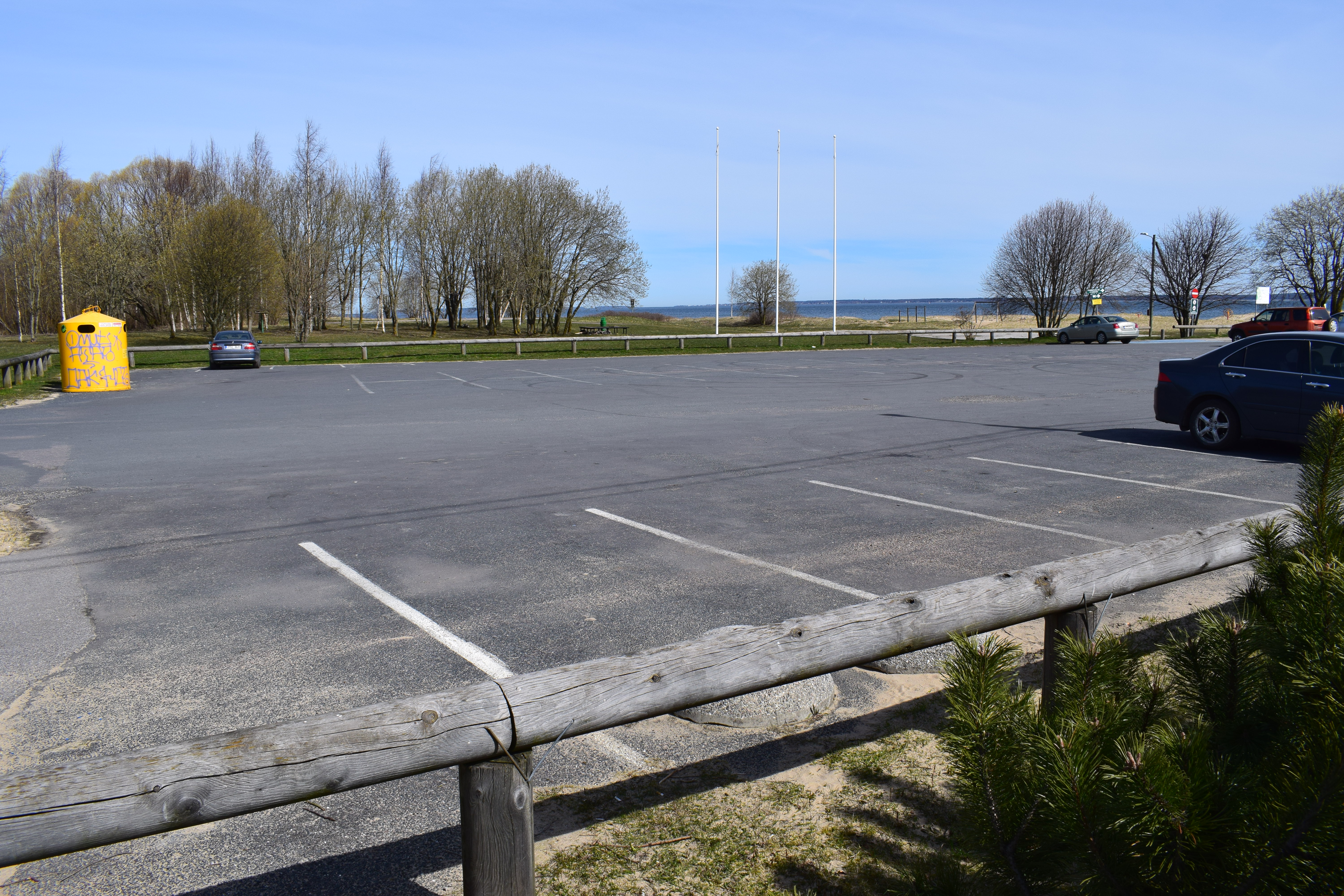
Автостоянка у пляжа Пикакари
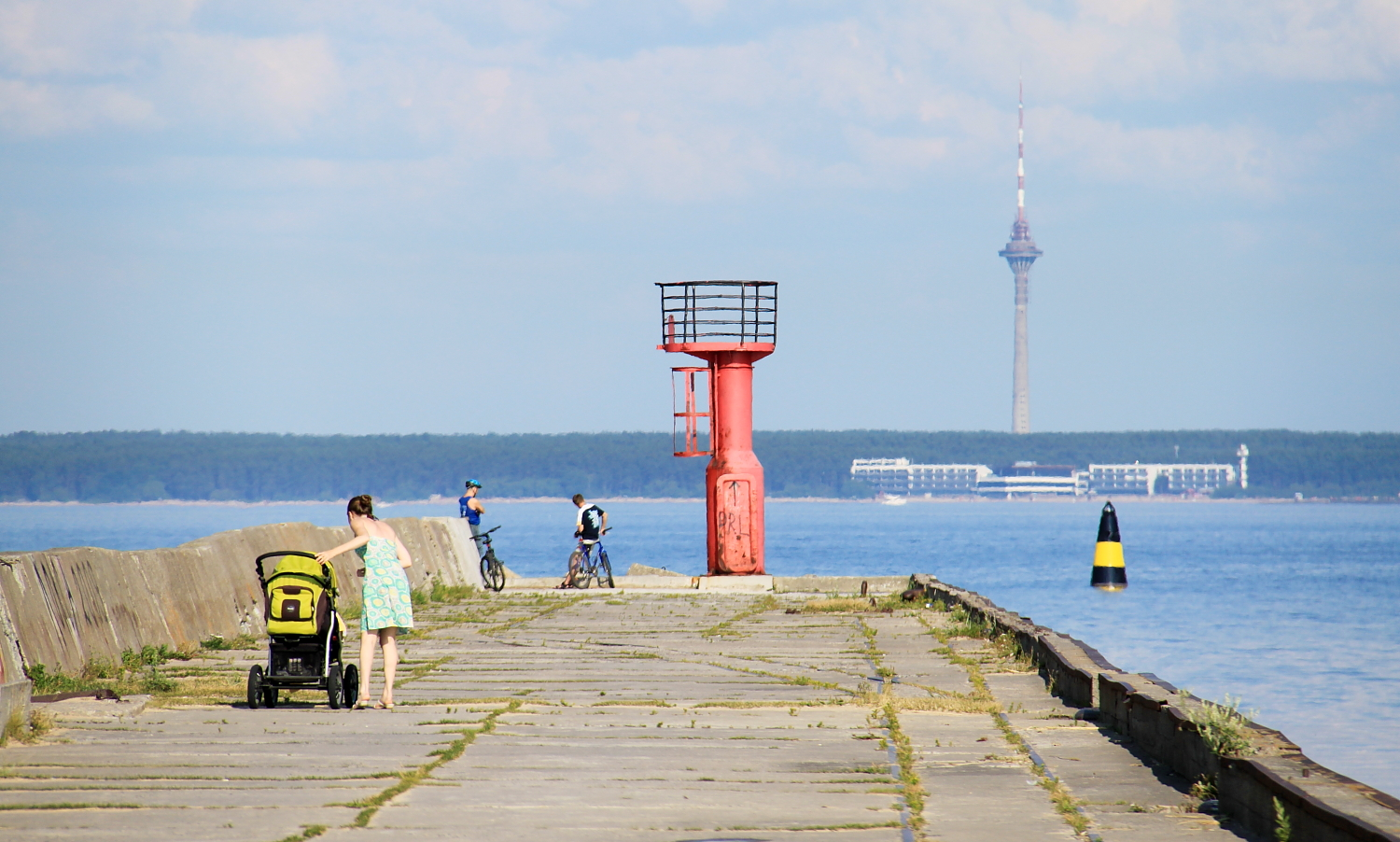
Маяк Катарийна
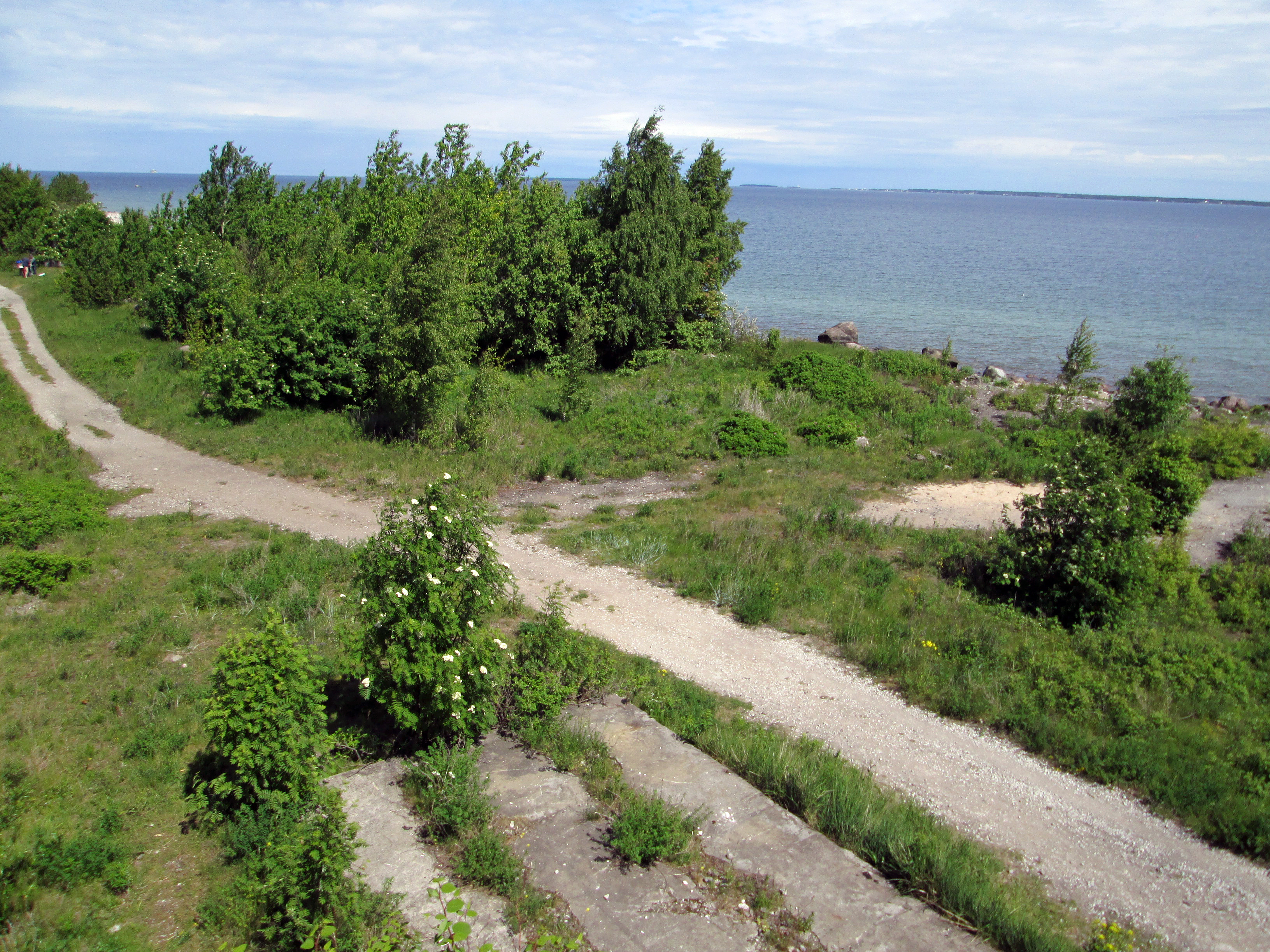
Улица на территории заповедника Пальяссааре. Вид с Белой башни